# 国鉄クハ6形電車
クハ6形は、かつて日本国有鉄道およびその前身である鉄道省等に在籍した木造直流用電車である。

## 概要
1936年（昭和11年）、国に買収され鉄道省に編入された福塩線の改軌完成にともない、クハ15形から改造製作された木製制御車である。1943年（昭和18年）までに8両（6001 - 6008）が本形式とされた。本形式は、同時に改造されたモハ1形と同じく、直流600Vに対応させたもので、福塩線の他、同じく買収線区である可部線にも投入されており、1945年（昭和20年）8月6日、広島市に原子爆弾が投下された際、1両（6006）が横川駅構内で犠牲となっている。
その他の車両は、いずれも広島鉄道管理局管内で1952年（昭和27年）まで使用されたほか、1両（6008）が事業用（救援車）に転用され、1953年（昭和28年）6月1日に施行された車両称号規程改正によりクエ9100形（9100）に改番されている。この車両は、大阪鉄道管理局管内で1965年（昭和40年）まで在籍していた。

## 番号区分
形式的にはクハ15形からの改造車が全車を占めるが、もともとクハ15形自体が雑多な車両の寄せ集めであり、様々な出自を持つ車両が本形式にも含まれている。
- クハ6001 ← クハ15001 ← クハ23515 ← サハ33734（デハ33400系）
- クハ6002 ← クハ15002 ← クハ23516 ← サハ23629 ← デハ23416（デハ33400系）
- クハ6003 ← クハ15003 ← クハ23517 ← サハ23630 ← デハ23417（デハ33400系）
- クハ6004 ← クハ15011 ← サハ26125 ← サハ33551（デハ63100系）
- クハ6005 ← クハ15047 ← クハ23508 ← デハ23513（デハ33500系）
- クハ6006 ← クハ15049 ← クハ23512 ← デハ23514（デハ33500系）
- クハ6007 ← クハ15045 ← クハ23501 ← デハ23501（デハ33500系）
- クハ6008 ← クハ15019 ← サハ26133 ← サハ33559（デハ63100系）